# نقاشی فرشته
نقاشی فرشته یک فیلم سیاه و سفید آمریکایی درسال ۱۹۲۹ میلادی است. این داستان بر اساس داستانی از فانی هرست ساخته شده‌است.

## بازیگران
- بیلی کبوتر - مامی هادلر / رودئو وست
- ادموند لوو - برود
- جورج مک فارلین - اولدفیلد
- سیسی فیتزجرالد - ما هادلر
- جی فارل مک دونالد - پا هادلر
- نورمن سلبی - کریسمس
- ویل استانتون - جو
- داگلاس جرارد - سر هری
- کمپ شپ - مک
- پیتر هیگینز - خواننده
- استنلی قرمز - رقاص